# Senaat-Sahm II
De Senaat-Sahm II regeerde in de vrije stad Danzig van 10 december 1924 tot 18 december 1928.